# بریج سیتی (تگزاس)
بریج سیتی، تگزاس(به انگلیسی: Bridge City, Texas) شهری در ایالت تگزاس از ایالات جنوبی ایالات متحده آمریکا است. در سرشماری سال ۲۰۰۰، جمعیت این شهر ۸۶۵۱ نفر اعلام شد.